# Collegio di Putney
Putney è un collegio elettorale situato nella Grande Londra, e rappresentato alla Camera dei comuni del Parlamento del Regno Unito. Elegge un membro del parlamento con il sistema first-past-the-post, ossia maggioritario a turno unico; l'attuale parlamentare è Fleur Anderson, eletta con il Partito Laburista nel 2019.

## Estensione

Putney dal 2010 al 2024

- 1918–1950: i ward del borgo metropolitano di Wandsworth di Putney e  Southfields.
- 1950–1974: come sopra, con in aggiunta il ward di Fairfield.
- 1983–2010: i ward del borgo londinese di Wandsworth di East Putney, Parkside, Roehampton, Southfields, Thamesfield, West Hill e West Putney.
- 2010–2024: come sopra, meno il ward di Parkside.
- dal 2024: i ward del borgo londinese di Wandsworth di East Putney; Roehampton; Southfields; Thamesfield; West Hill; West Putney; Wandsworth Town e una piccola parte di St Mary's.[1]

## Storia
La deputata Justine Greening, segretaria di stato nei governi di Theresa May, eletta con il Partito Conservatore nel 2005, fu espulsa dal partito il 3 settembre 2019 insieme ad altri 20 deputati per la sua opposizione alle politiche sulla Brexit del governo di Boris Johnson.
Alle elezioni generali del 2019, Putney fu l'unico collegio strappato ai conservatori dai laburisti.

## Membri del parlamento
| Elezione | Elezione      | Deputato         | Partito      |
| -------- | ------------- | ---------------- | ------------ |
|          | 1918          | Samuel Samuel    | Conservatore |
| 1934 (S) | Marcus Samuel |                  | Conservatore |
| 1942 (S) | Hugh Linstead |                  | Conservatore |
|          | 1964          | Hugh Jenkins     | Laburista    |
|          | 1979          | David Mellor     | Conservatore |
|          | 1997          | Tony Colman      | Laburista    |
|          | 2005          | Justine Greening | Conservatore |
|          | 2019          | Justine Greening | Indipendente |
|          | 2019          | Fleur Anderson   | Laburista    |

## Elezioni

### Elezioni negli anni 2020
| Partito                    | Partito                                | Candidato                  | Risultati 4 luglio 2024 | Risultati 4 luglio 2024 |
| Partito                    | Partito                                | Candidato                  | Voti                    | %                       |
| -------------------------- | -------------------------------------- | -------------------------- | ----------------------- | ----------------------- |
|                            | Laburista                              | Fleur Anderson             | 24 113                  | 48,92                   |
|                            | Conservatore                           | Lee Roberts                | 11 625                  | 23,58                   |
|                            | Lib Dem                                | Kieren McCarthy            | 5 943                   | 12,06                   |
|                            | Verdi                                  | Fergal McEntee             | 3 721                   | 7,55                    |
|                            | Reform UK                              | Peter Hunter               | 3 070                   | 6,23                    |
|                            | Workers                                | Heiko Khoo                 | 491                     | 1,00                    |
|                            | Rejoin EU                              | Felix Burford-Connole      | 332                     | 0,67                    |
|                            |                                        |                            |                         |                         |
| Iscritti                   | Iscritti                               | Iscritti                   | 72 614                  | 100,00                  |
| ↳ Votanti (% su iscritti)  | ↳ Votanti (% su iscritti)              | ↳ Votanti (% su iscritti)  | 49 295                  | 67,89                   |
| ↳ Astenuti (% su iscritti) | ↳ Astenuti (% su iscritti)             | ↳ Astenuti (% su iscritti) | 23 319                  | 32,11                   |
|                            |                                        |                            |                         |                         |
|                            | Esito: collegio confermato a Laburista |                            |                         |                         |

### Elezioni negli anni 2010
| Partito                    | Partito                                           | Candidato                  | Risultati 12 dicembre 2019 | Risultati 12 dicembre 2019 |
| Partito                    | Partito                                           | Candidato                  | Voti                       | %                          |
| -------------------------- | ------------------------------------------------- | -------------------------- | -------------------------- | -------------------------- |
|                            | Laburista                                         | Fleur Anderson             | 22 780                     | 45,14                      |
|                            | Conservatore                                      | Will Sweet                 | 18 006                     | 35,68                      |
|                            | Lib Dem                                           | Sue Wixley                 | 8 548                      | 16,94                      |
|                            | Verdi                                             | Fergal McEntee             | 1 133                      | 2,25                       |
|                            |                                                   |                            |                            |                            |
| Iscritti                   | Iscritti                                          | Iscritti                   | 65 542                     | 100,00                     |
| ↳ Votanti (% su iscritti)  | ↳ Votanti (% su iscritti)                         | ↳ Votanti (% su iscritti)  | 50 467                     | 77,00                      |
| ↳ Astenuti (% su iscritti) | ↳ Astenuti (% su iscritti)                        | ↳ Astenuti (% su iscritti) | 15 075                     | 23,00                      |
|                            |                                                   |                            |                            |                            |
|                            | Esito: collegio passa da Conservatore a Laburista |                            |                            |                            |

| Partito                    | Partito                                   | Candidato                  | Risultati 8 giugno 2017 | Risultati 8 giugno 2017 |
| Partito                    | Partito                                   | Candidato                  | Voti                    | %                       |
| -------------------------- | ----------------------------------------- | -------------------------- | ----------------------- | ----------------------- |
|                            | Conservatore                              | Justine Greening           | 20 679                  | 44,10                   |
|                            | Laburista                                 | Neeraj Patil               | 19 125                  | 40,78                   |
|                            | Lib Dem                                   | Ryan Mercer                | 5 448                   | 11,62                   |
|                            | Verdi                                     | Ben Fletcher               | 1 107                   | 2,36                    |
|                            | UKIP                                      | Patricia Ward              | 477                     | 1,02                    |
|                            | Indipendente                              | Lotta Quizeen              | 58                      | 0,12                    |
|                            |                                           |                            |                         |                         |
| Iscritti                   | Iscritti                                  | Iscritti                   | 65 031                  | 100,00                  |
| ↳ Votanti (% su iscritti)  | ↳ Votanti (% su iscritti)                 | ↳ Votanti (% su iscritti)  | 46 894                  | 72,11                   |
| ↳ Astenuti (% su iscritti) | ↳ Astenuti (% su iscritti)                | ↳ Astenuti (% su iscritti) | 18 137                  | 27,89                   |
|                            |                                           |                            |                         |                         |
|                            | Esito: collegio confermato a Conservatore |                            |                         |                         |

| Partito                    | Partito                                   | Candidato                  | Risultati 7 maggio 2015 | Risultati 7 maggio 2015 |
| Partito                    | Partito                                   | Candidato                  | Voti                    | %                       |
| -------------------------- | ----------------------------------------- | -------------------------- | ----------------------- | ----------------------- |
|                            | Conservatore                              | Justine Greening           | 23 018                  | 53,76                   |
|                            | Laburista                                 | Sheila Boswell             | 12 838                  | 29,99                   |
|                            | Lib Dem                                   | Andrew Hallett             | 2 717                   | 6,35                    |
|                            | Verdi                                     | Christopher Poole          | 2 067                   | 4,83                    |
|                            | UKIP                                      | Patricia Ward              | 1 989                   | 4,65                    |
|                            | Animal Welfare                            | Guy Dessoy                 | 184                     | 0,43                    |
|                            |                                           |                            |                         |                         |
| Iscritti                   | Iscritti                                  | Iscritti                   | 63 923                  | 100,00                  |
| ↳ Votanti (% su iscritti)  | ↳ Votanti (% su iscritti)                 | ↳ Votanti (% su iscritti)  | 42 813                  | 66,98                   |
| ↳ Astenuti (% su iscritti) | ↳ Astenuti (% su iscritti)                | ↳ Astenuti (% su iscritti) | 21 110                  | 33,02                   |
|                            |                                           |                            |                         |                         |
|                            | Esito: collegio confermato a Conservatore |                            |                         |                         |

| Partito                    | Partito                                   | Candidato                  | Risultati 6 maggio 2010 | Risultati 6 maggio 2010 |
| Partito                    | Partito                                   | Candidato                  | Voti                    | %                       |
| -------------------------- | ----------------------------------------- | -------------------------- | ----------------------- | ----------------------- |
|                            | Conservatore                              | Justine Greening           | 21 223                  | 52,04                   |
|                            | Laburista                                 | Stuart King                | 11 170                  | 27,39                   |
|                            | Lib Dem                                   | James Sandbach             | 6 907                   | 16,94                   |
|                            | Verdi                                     | Bruce Mackenzie            | 591                     | 1,45                    |
|                            | BNP                                       | Peter Darby                | 459                     | 1,13                    |
|                            | UKIP                                      | Hugo Wareham               | 435                     | 1,07                    |
|                            |                                           |                            |                         |                         |
| Iscritti                   | Iscritti                                  | Iscritti                   | 63 371                  | 100,00                  |
| ↳ Votanti (% su iscritti)  | ↳ Votanti (% su iscritti)                 | ↳ Votanti (% su iscritti)  | 40 785                  | 64,36                   |
| ↳ Astenuti (% su iscritti) | ↳ Astenuti (% su iscritti)                | ↳ Astenuti (% su iscritti) | 22 586                  | 35,64                   |
|                            |                                           |                            |                         |                         |
|                            | Esito: collegio confermato a Conservatore |                            |                         |                         |

### Elezioni negli anni 2000
| Partito                    | Partito                                           | Candidato                  | Risultati 5 maggio 2005 | Risultati 5 maggio 2005 |
| Partito                    | Partito                                           | Candidato                  | Voti                    | %                       |
| -------------------------- | ------------------------------------------------- | -------------------------- | ----------------------- | ----------------------- |
|                            | Conservatore                                      | Justine Greening           | 15 497                  | 42,37                   |
|                            | Laburista                                         | Tony Colman                | 13 731                  | 37,54                   |
|                            | Lib Dem                                           | Jeremy Ambache             | 5 965                   | 16,31                   |
|                            | Verdi                                             | Keith Magnum               | 993                     | 2,72                    |
|                            | UKIP                                              | Anthony Gahan              | 388                     | 1,06                    |
|                            |                                                   |                            |                         |                         |
| Iscritti                   | Iscritti                                          | Iscritti                   | 61 499                  | 100,00                  |
| ↳ Votanti (% su iscritti)  | ↳ Votanti (% su iscritti)                         | ↳ Votanti (% su iscritti)  | 36 574                  | 59,47                   |
| ↳ Astenuti (% su iscritti) | ↳ Astenuti (% su iscritti)                        | ↳ Astenuti (% su iscritti) | 24 925                  | 40,53                   |
|                            |                                                   |                            |                         |                         |
|                            | Esito: collegio passa da Laburista a Conservatore |                            |                         |                         |

| Partito                    | Partito                                | Candidato                  | Risultati 7 giugno 2001 | Risultati 7 giugno 2001 |
| Partito                    | Partito                                | Candidato                  | Voti                    | %                       |
| -------------------------- | -------------------------------------- | -------------------------- | ----------------------- | ----------------------- |
|                            | Laburista                              | Tony Colman                | 15 911                  | 46,45                   |
|                            | Conservatore                           | Michael Simpson            | 13 140                  | 38,36                   |
|                            | Lib Dem                                | Anthony Burrett            | 4 671                   | 13,64                   |
|                            | UKIP                                   | Pat Wild                   | 347                     | 1,01                    |
|                            | ProLife Alliance                       | Yvonne Windsor             | 185                     | 0,54                    |
|                            |                                        |                            |                         |                         |
| Iscritti                   | Iscritti                               | Iscritti                   | 60 643                  | 100,00                  |
| ↳ Votanti (% su iscritti)  | ↳ Votanti (% su iscritti)              | ↳ Votanti (% su iscritti)  | 34 254                  | 56,48                   |
| ↳ Astenuti (% su iscritti) | ↳ Astenuti (% su iscritti)             | ↳ Astenuti (% su iscritti) | 26 389                  | 43,52                   |
|                            |                                        |                            |                         |                         |
|                            | Esito: collegio confermato a Laburista |                            |                         |                         |

## Risultati dei referendum

### Referendum sulla permanenza del Regno Unito nell'Unione europea del 2016
|             | Collegio    | Lasciare UE % | Rimanere in UE % |
| ----------- | ----------- | ------------- | ---------------- |
|             | Putney      | 26,8%         | 73,2%            |
|             | Inghilterra | 53,3%         | 46,7%            |
| Regno Unito | 51,9%       | 48,1%         |                  |